# Brwinów
Brwinów é um município da Polônia, na voivodia da Mazóvia e no condado de Pruszków. Estende-se por uma área de 10,06 km², com 13 533 habitantes, segundo os censos de 2018, com uma densidade de 1340 hab/km².